# Церковь в селе Лекит
Церковь в селе Лекит (азерб. Ləkit məbədi) — церковь (базилика) V—VI века в цахурском селении Лекит, в Гахском районе Азербайджана. Один из немногих сохранившихся памятников зодчества Кавказской Албании.

## Архитектура
Монументальное раннесредневековое зодчество Албании ориентировалось преимущественно на Армению, о чём позволяет говорить и храм в селе Лекит , на который оказал главное влияние армянский храм Звартноц. Ввиду чего церковь в Леките представляет собой как бы уменьшенную и своеобразную копию армянского Звартноца, являет собой центрально-купольное сооружение. Кроме того, существует также другая версия, относительно экстерьера храма. По версии ректора Азербайджанского университета архитектуры и строительства, профессора Гюльчохры Мамедовой, Лекитский храм, несмотря на самостоятельную и отличную от прежних храмов планировочную и пространственную структуру, несет в себе следы сильного влияния Кильсадагского и Мамрухского храмов. Таким образом налицо закономерное развитие архитектурных форм и конструкций, на протяжении нескольких веков демонстрирующих крепкую взаимосвязь трех албанских круглых храмов. Такая версия обычно опровергает гипотезу о служении храма Звартноца в качестве образца для строительства Лекитской церкви. Четыре сомкнутых полуцилиндра (тетраконх) являются композиционным центром его просторного цилиндрического объёма, диаметром 22 м. Основой тетраконха служат четыре угловых устоя, которые образуют мощный подкупольный квадрат, несший некогда несохранившиеся верхние объёмы памятника. Мощные отдельно стоящие колонны на внешней стороне устоев тетраконха служили основанием верхнего яруса. С восточной стороны к главному объёму примыкали два небольших придела с апсидами, предположительно некогда соединенные открытой галереей. Небольшие входные порталы находились по осям остальных сторон. Нижний ярус наружных стен обработан ритмично расставленными пилястрами, по внутреннему периметру же им отвечали изящные каменные полуколонки.
Техника и манера построения храма схожа с кумской базиликой. Тоже применен квадратный кирпич превосходного качества. Но булыжный камень подобран и обработан менее тщательно. Детали порталов, колонок интерьера и наружных пилястр выполнены из чисто тесанного известняка. Древность архитектурных форм и строительных приемов позволяет датировать постройку V—VI веками. Неподалёку на горе Килисадаг у селения Беюк-Эмили расположены остатки похожего на этот храм другого центрально-купольного храма, которые были обнаружены и обследованы.